# Левченко Петро Олексійович
Петро́ Олексі́йович Ле́вченко (*29 червня (11 липня) 1856, Харків, Російська імперія — †14 (27) січня 1917, Харків, Російська імперія) — український живописець-пейзажист, графік, майстер інтер'єрних композицій.

## Життєпис
Народився 29 червня (11 липня) 1856 в родині заможного купця, власника канатної фабрики.
У Харківській міській гімназії під керівництвом художника й педагога Дмитра Безперчого і пізніше в студії Єгора Шрейдера захопився малюванням. На виставці учнівських творів у 1873 в Петербурзі був нагороджений срібною медаллю.
У 1878 вирушив на навчання до Петербурга, чим сильно засмутив батька, який бачив у своєму старшому сині продовжувача сімейної торгової справи. Був вільним слухачем Петербурзької Академії мистецтв (1878-1883), де вчився у М. Клодта, П. Чистякова, В. Орловського.

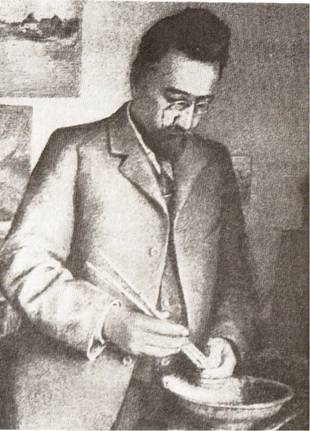
За роботою. 1883

У 1895 відвідав Париж, де ознайомився з творами французьких імпресіоністів, що мало вплив на його подальшу творчість.
Левченко жив переважно у Харкові, викладав у Харківській міській школі малювання і живопис. Був одним з засновників та постійним членом Харківського товариства любителів мистецтва, експонентом Товариства пересувних художніх виставок (від 1886 до 1904 він був учасником майже всіх художніх пересувних виставок), Товариства південноросійських художників, Товариства київських художників, багатьох виставок у Харкові.
Творчість не принесла художнику слави і багатства за життя. Він помер у бідності, невизнаний та забутий. Тільки після його смерті 1919 року було організовано виставку творів майстра, де було представлено понад 700 його полотен, що розкрили надзвичайну поезію чуйної і тонкої натури художника, прекрасної людини-творця.

## Творчість
Творчість вирізняється глибокою задушевністю та ліризмом. Серед географії ландшафтів Левченка домінує Слобожанщина і Київщина в різні пори року. Як пейзажист, Левченко був надзвичайно уважним до невловимих особливостей української природи, її атмосферних явищ. Саме це стає визначальним у пошуках відповідного композиційного, колористичного і тонального вирішення його картин: легкі, напівпрозорі фарби, крізь які часто проглядає фактура полотна, передають відчуття світанкової прохолоди, вранішнього серпанку, імли, яскравих фарб полудня, розмаїття зелені чи вохристо-сірих фарб вологого і свіжого повітря.
Чудові пейзажі «Глухомань», «Вечір. Сльота», «На Харківщині» — програмні роботи Левченка кінця XIX — поч. ХХ ст.ст., плідного зрілого етапу його творчості.
Крім пейзажів, особливим захопленням Левченка були інтер'єрні композиції. В Україні він був одним з найвидатніших майстрів цього жанру. Твори цього напрямку відображають затишні куточки та робочі місця житла людини, обстановку її побуту, праці, пройняті любовним відчуттям їх господарів, оповиті елегійною поезією її інтимного буття. Це куточки кімнат з червоними, зеленими, білими, рожевими лампами і кріслами, письмовими столами. Серед них — інтер'єри із зображенням дружини художника Матильди за роботою, з книгою, за роялем. Вони по-справжньому живописні, віртуозно написані, деякі з них Левченкові вдалося поглибити до рівня значних художніх образів.
Перед живописним талантом не поступалась майстерність Левченка-рисувальника. Ігор Шаров, зазначає, що його блискучі рисунки олівцем, вуглем із мотивами селянських хат, міських околиць, доріг, чисельні варіації натурних зарисовок, прості й виразні за формою, виконані вільно й розкуто. І в живопису, і в рисунку Петра Левченка немало творів мініатюрного характеру, виконаних із витонченою ювелірною майстерністю. Малярські мініатюри, при всій ретельності обробки, написані безпосередньо й свіжо, за виразністю мазка, рельєфним ліпленням форми вони здаються зменшеними великими творами темпераментного художника («Віз», «Натюрморт зі стільцем», «Вулиця з ліхтарями»). Мініатюрні рисунки зустрічаються частіше за живопис, штрих часом такий тонкий, що не піддається репродукуванню, власне, блискучі малярські мініатюри Левченко міг виконувати завдяки віртуозному володінню рисунком. Сам митець любив повторювати, що «без доброго рисунка, не може бути доброї картини».
У творах Левченка останнього періоду можна бачити роботи, творча манера яких, близької до стилістики модерну. Фактурна поверхня картин цього часу стає матовою, стриманою за колористичною гамою, позбавленою зовнішнього блиску.
Наприкінці життя митець зробив і чимало малюнків на тоновому папері з вкрапленнями білих або червоних гуашевих площин. Левченко завжди був віртуозним майстром рисунка. Олівець чи вуглина в його руках творили справжнє диво. Лінія в нього то дзвінка, то оксамитова; обрис то ніжний і тремтливий, то карбований. У його творчості переважав малюнок чорним контуром. Рідше він користувався градаціями тонів, пастеллю.
Творець ліричного пейзажу Петро Левченко зробив великий внесок в розвиток українського образотворчого мистецтва, поєднавши у своїх творах реалізм і чуттєвий імпресіонізм.

## Зберігання і експозиція творів
Картини зберігаються у Національному музеї українського образотворчого мистецтва в Києві, Харківському художньому музеї, у Зібранні (колекції) образотворчого мистецтва Градобанку, в інших приватних колекціях збирачів мистецтва тощо. Картини митця є як в основних фондах, так і запасниках.
Час від часу влаштовуються експозиції, спеціально присвячені творчості Петра Левченка (останню було проведено 2006 року в Харківському художньому музеї).

## Галерея

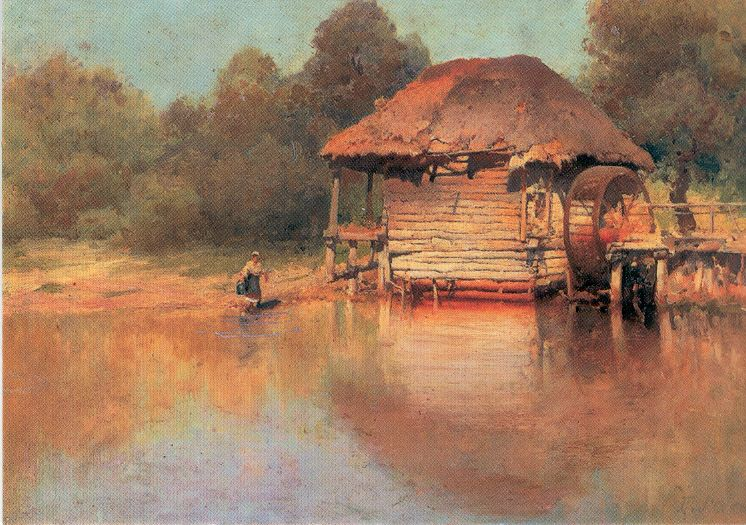
Водний млин. 1910-ті
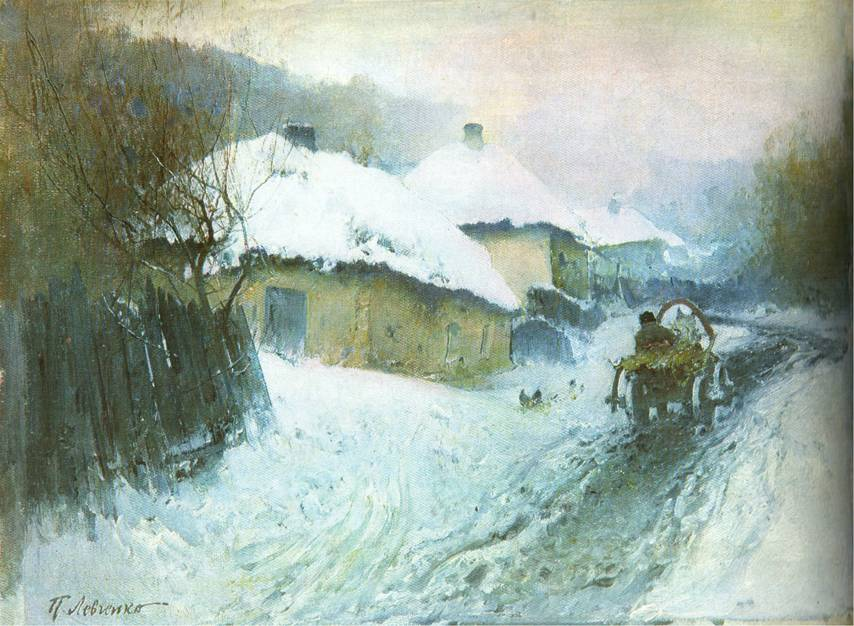
Глухомань. 1890-1910-ті
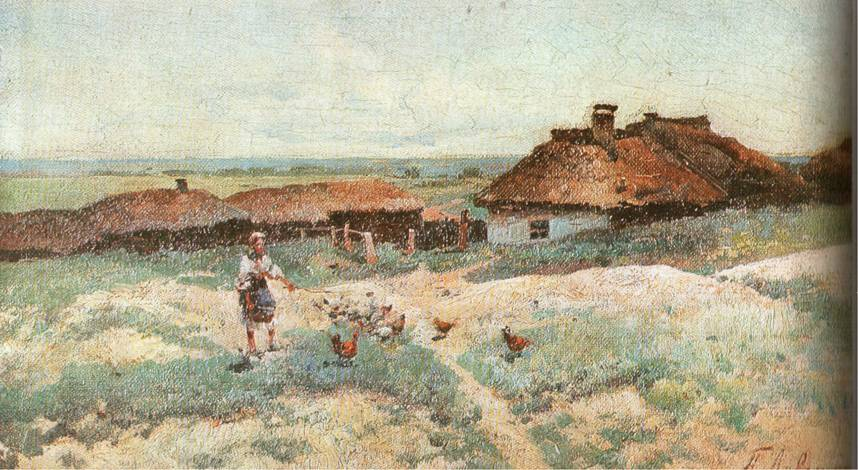
Хутір. 1890–1910 рр.
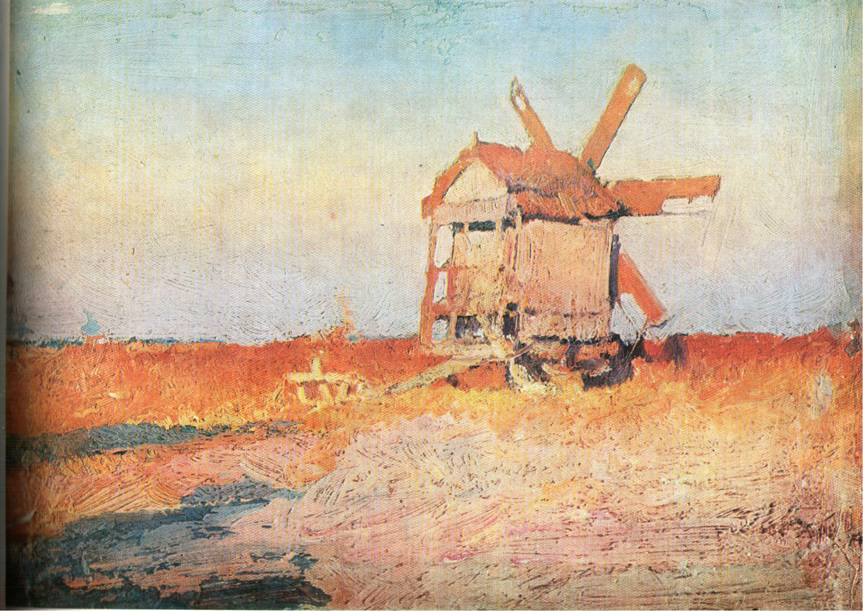
Вітрячок. Вечоріє. 1890–1910 рр.
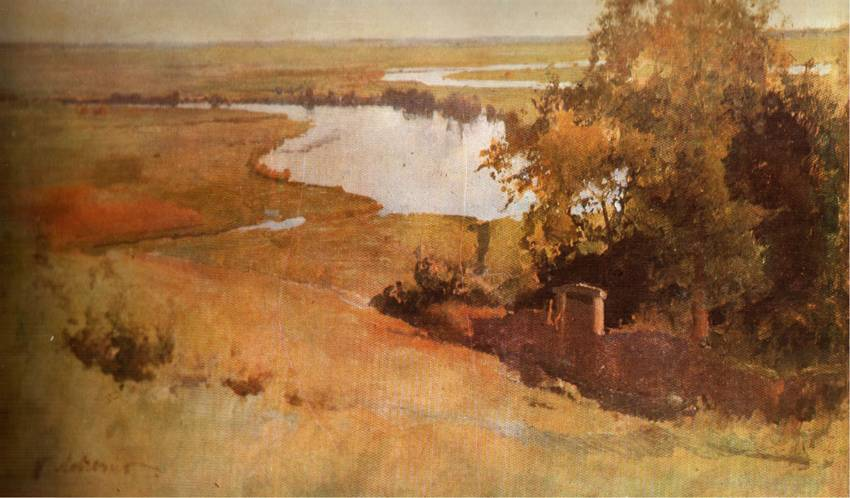
Краєвид Харківщини, над річкою. 1890–1900 рр.
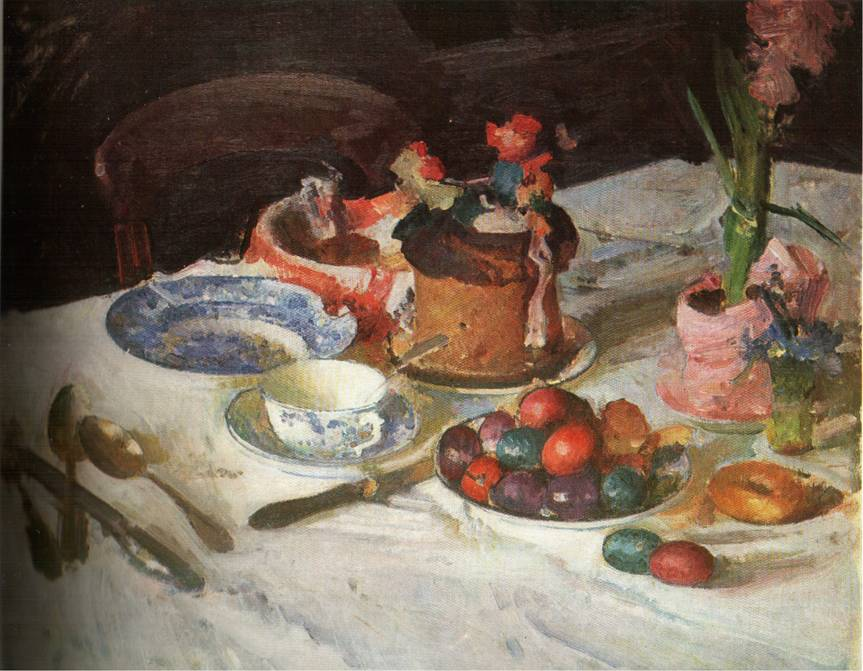
Святковий стіл. 1890–1900 рр.
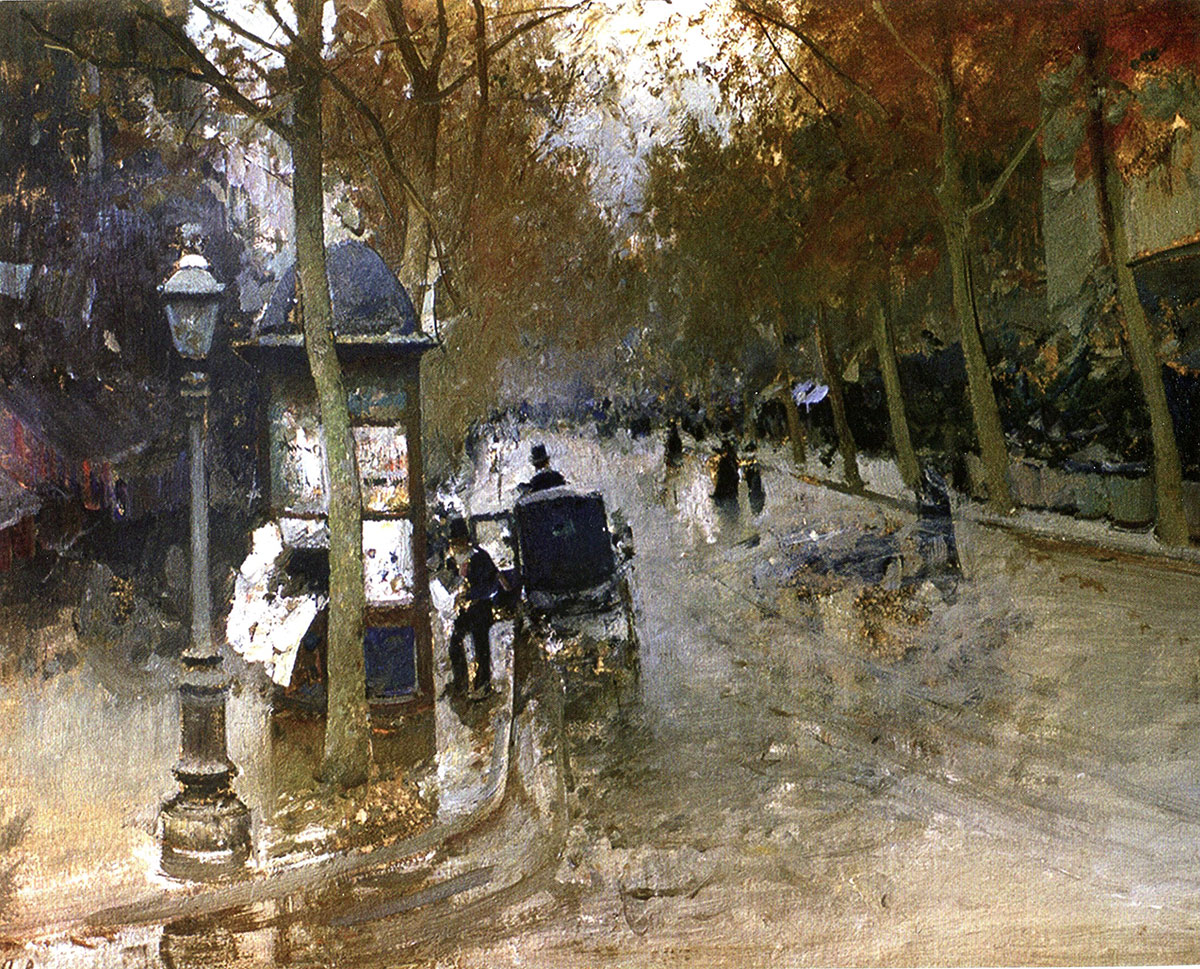
Вулиця в Парижі. Приблизно 1900-ті